# Reserva índia de Rosebud
Rosebud és una de les reserves del poble d'ètnia sioux lakota (sicangu oyate), com a tribu reconeguda federalment Tribu Sioux Rosebud o Sicangu Lakota. El nom lakota Sicangu Oyate vol dir "Nació de les Cuixes Cremades"; també s'usa el terme frances "Brulé Sioux".
La reserva fou creada el 2 de març del 1889 quan els Estats Units van partir la Gran Reserva Sioux, creada pel Tractat de Fort Laramie de 1868 i que originàriament cobria tota l'àrea del riu West, a l'oest del Missouri, així com part del nord de Nebraska i de l'est de Montana. La reserva actual inclou la totalitat del comtat de Todd i comunitats i terres dels quatre comtats adjacents, que antigament havien format part de la reserva.

## Geografia i població
La Reserva índia Rosebud es troba al centre sud de Dakota del Sud, i en l'actualitat inclou dins de la seva frontera reconeguda tot el comtat de Todd, un comtat no incorporat de Dakota del Sud. No obstant això, l'Oyate també té comunitats i extenses terres i poblacions en els quatre comtats adjacents, que havien estat dins dels límits de la Tribu Sioux Rosebud (RST): els comtats de Tripp, Lyman, Mellette i Gregory, tot a Dakota del Sud. El comtat de Mellette té una àmplia zona de terra en fideïcomís fora de la reserva, que comprèn el 33,35 per cent de la seva superfície terrestre, on viu el 40.23 per cent de la població. La superfície total de la reserva i terres de fideïcomís és de 5.103,21 km² amb una població de 10.469 en el cens dels Estats Units del 2000. La zona principal de la reserva (comtat de Todd) té una superfície de 3.595,225 km² i una població de 9.050 habitants. La RIR limita al sud amb el comtat de Cherry (Nebraska), a l'oest amb la reserva índia de Pine Ridge, al nord amb el riu White, i a l'est pel riu Missouri.
La capital del Oyate capital és la vila no incorporada de Rosebud (Dakota del Sud), establida quan l'Agència Índia Spotted Tail (anomenada pel guerrer del segle xix, el nom lakota del qual era Sinte Gleska) fou traslladada del nord-oest de Nebraska als marges de Rosebud Creek a prop de la seva confluència amb el riu Little White. La ciutat més gran de la reserva és Mission, que es troba en la intersecció de les autopistes US 18 i 83.
Prop la veïna Antelope hi ha una de les moltes comunitats tribals de la banda establertes a la fi de 1870 i en creixement des de llavors. Altres ciutats importants en la reserva són St. Francis, que es troba al sud-oest de Rosebud i llar de Saint Francis Indian School, una institució privada catòlica, que es va establir per primera vegada com a escola missió. St Francis, amb una població actual d'uns 2.000, és la major ciutat incorporada a Dakota del Sud sense una autopista estatal per a l'accés.
Ubicada a les Grans Planes, just al nord de les Nebraska Sandhills, la reserva índia Rosebud té grans àrees de boscos de pi ponderosa dispersos en els seus pasturatges. Les profundes valls es defineixen per costeruts turons i barrancs, sovint amb llacs que esquitxen les valls més profundes.

## Comunitats
La reserva sioux Rosebud Sioux té 20 comunitats representades en el seu consell tribal:
- Antelope
- Okreek
- Parmelee
- Rosebud
- Saint Francis
- Spring Creek
- Two Strike
- Milks Camp
- Corn Creek
- Butte Creek
- Soldier Creek
- Upper Cut Meat
- Ring Thunder
- Black Pipe
- Bull Creek
- Swift Bear
- Grass Mountain
- Ideal
- He Dog
- Horse Creek

## Economia i serveis
La RST posseeix i opera el Rosebud Casino, situat a la U.S. Route 83 just al nord de la frontera amb Nebraska. Molt a prop es troba una gasolinera, amb estacionament per a camions i una botiga de conveniència. L'energia per al casino està assegurada en part per un dels primers aerogeneradors de propietat tribal. La tribu permet la venda d'alcohol a la reserva, cosa que li permet mantenir els ingressos generats pels impostos i altres vendes, així com regular el seu ús. Un nou desenvolupament residencial, Sicangu Village, va ser construït recentment al llarg de la carretera 83 prop del casino i de la línia estatal.
La població RST s'estima en 25 000 (2005). És servit per l'administració i agències Oyate, així com l'Agència Rosebud de la BIA, el Districte Escolar del Comtat de Todd, St Francis Indian School, l'Hospital del Servei de Salut Índia de Rosebud, i la Universitat Sinte Gleska. La universitat tribal porta el nom del cap sioux del segle xix guerra, també conegut com a Spotted Tail.

## Govern
Sota el Llei de Reorganització Índia de 1934, la reconeguda federalment Tribu Sioux Rosebud (RST), després de l'adopció d'una constitució i estatuts, pren de nou moltes responsabilitats per a la gestió interna de la BIA. Segueix el model de govern electe: president, vicepresident, i consell representatiu, adoptat per moltes nacions ameríndies. Aleshores, i des de llavors, molts membres de la tribu es van oposar al govern electe, preferint la seva forma tradicional de caps de clans seleccionats vitalíciament, depenen de l'aprovació per les dones grans, i un consell tribal que operava per consens.
Els ancians i ancianes han seguit tenint influència dins de la nació, sobretot entre aquells que han seguit una vida més tradicional. A vegades les faccions polítiques s'han desenvolupat i continuen al llarg de línies ètniques i culturals, amb sioux pura sang seguint les formes tradicionals. Altres, de vegades mestisso o amb més experiències urbanes o euroamericanes, donen suport al govern electe.
Els termes curts de dos anys de legislatura poden fer que sigui difícil per als càrrecs elegits dur a terme projectes a llarg termini. A més, els funcionaris de la BIA i la policia conserven papers a les reserves que l'historiador Akim Reinhardt defineix com una forma de "colonialisme indirecte".
- Dret: Carta, constitució i estatuts (aprovats el 23 de novembre de 1935)
- Consell d'Administració: Consell Tribal Sioux Rosebud (20 membres)
- Càrrecs executius: President, Vicepresident, Secretari, Tresorer, i Sergent d'Armes